# Línea 2 del Metro de Santiago
La Línea 2 es una de las siete líneas que conforman el Metro de Santiago en Chile. Tiene 26 estaciones y 25,9 kilómetros construidos en seis comunas. Está conectada con la Línea 1 en la estación Los Héroes, con la Línea 4A en la estación La Cisterna, con la Línea 5 en la estación Santa Ana, con la Línea 6 en la estación Franklin, con la Línea 3 y con las futuras líneas 7 y 9 en la estación Puente Cal y Canto. Su color distintivo es el amarillo.
En su recorrido, la línea pasa por varios sitios de interés turístico y cultural. La estación Cerro Blanco da al cerro homónimo ubicado en la comuna de Recoleta. La estación Cementerios se ubica enfrente del Cementerio General de Santiago, que es el más grande y antiguo del país y cerca del Cementerio Católico. La estación Patronato tiene salida al famoso Barrio Patronato y a la Vega Central. La estación Puente Cal y Canto es una de las más ricas en turismo externo, teniendo en zonas aledañas el Río Mapocho, el Centro Cultural de la Estación Mapocho, el Parque Los Reyes, el Mercado Central, entre otros. La estación Parque O'Higgins además colinda junto con el parque del mismo nombre y todas sus atracciones (Movistar Arena, Fantasilandia, entre otros) y finalmente la estación Franklin la cual conecta con el sector de Barrio Franklin.
En 2021 representó el 15,1 % del total de viajes realizados en el Metro de Santiago, convirtiéndose en la tercera línea más utilizada del sistema, detrás de las líneas 1 y 5.

## Historia

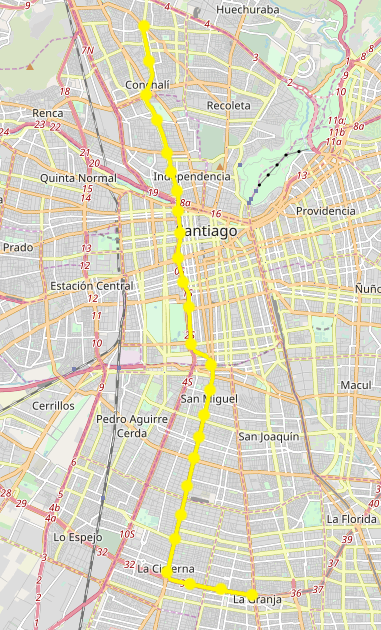
Trazado propuesto originalmente para la Línea 2 (1968).

El proyecto original del consorcio BCEOM-SOFRETU-CADE en 1968 proponía el trazado de la Línea 2 iniciándose en Pedro Fontova con Cardenal Caro, para luego continuar por la primera calle hacia el sur hasta la altura de Dorsal, donde seguiría por la avenida Vivaceta, cruzando el río Mapocho y siguiendo por Manuel Rodríguez hasta la altura de General Rondizzoni, donde viraría hacia el suroriente hasta alcanzar el nacimiento de la Gran Avenida a la altura del barrio Franklin. Continuaría por la Gran Avenida hasta la intersección con Américo Vespucio, en donde viraría hacia el oriente hasta alcanzar la intersección con la avenida Santa Rosa.
Si bien el decreto que disponía la construcción de la Línea 2 fue firmado el 6 de febrero de 1973, su construcción se inició varios meses más tarde: algunas fuentes señalan que en octubre del mismo año se iniciaron las construcciones de dicha línea, en los alrededores del Parque El Llano y del Parque O'Higgins, mientras que Juan Parrochia señala que dichas obras comenzaron solo a inicios de 1974.
El primer tramo entregado al público fue Los Héroes - Franklin el 31 de marzo de 1978 por Augusto Pinochet. Ese mismo año, durante el mes de diciembre, fue inaugurado el tramo Franklin - Lo Ovalle.

### Primeras extensiones
El 21 de diciembre de 1984 se iniciaron las obras de expansión de la Línea 2 desde Los Héroes hasta la estación Mapocho. El 25 de julio de 1986 fue puesta en servicio la estación Santa Ana y el 15 de septiembre del año siguiente lo hizo Puente Cal y Canto hacia el norte. Luego, el 8 de septiembre de 2004, entraron en funcionamiento las estaciones Patronato y Cerro Blanco, marcando un nuevo hito en la ingeniería santiaguina, al cruzar de manera subterránea el Río Mapocho y la Autopista Costanera Norte en el mismo lugar. Ese año, también se amplió la línea al sur llegando hasta la estación La Cisterna.
El 25 de noviembre de 2005 se inaugura el tramo Cerro Blanco - Einstein. Finalmente el 22 de diciembre de 2006, fueron entregadas al público tres nuevas estaciones: Vespucio Norte, Zapadores y Dorsal, cruzando Santiago de norte a sur y, además, logrando unir dos segmentos de la Circunvalación Americo Vespucio.
El 26 de octubre de 2009 comenzó a funcionar el servicio expreso.

### Estallido social

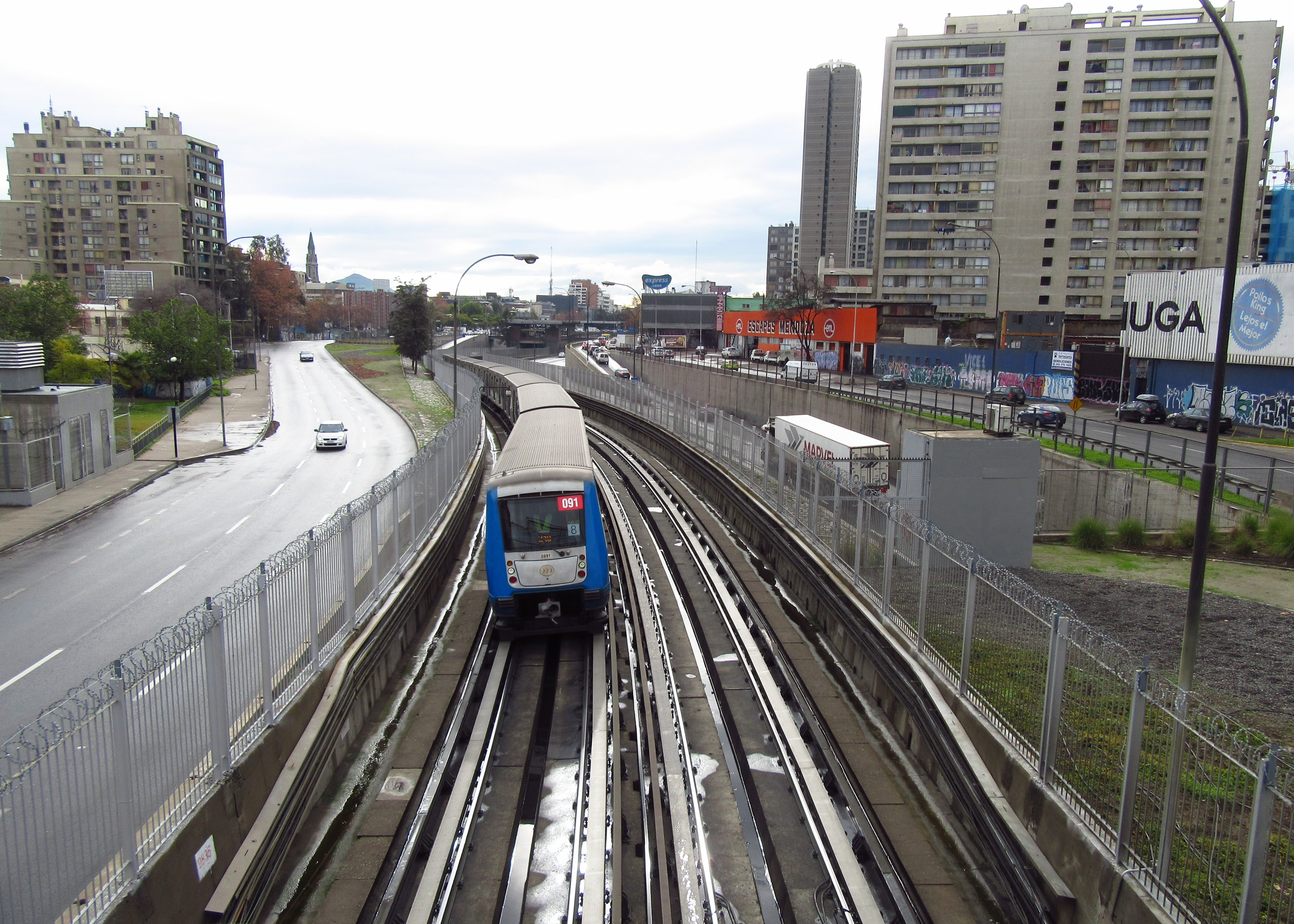
Un tren de la línea 2 entre las estaciones Toesca y Parque O'Higgins.

En octubre de 2019, producto de las protestas originadas por el alza de la tarifa del metro, la red sufrió distintos disturbios en sus estaciones; producto de ello, el 18 de octubre la estación Vespucio Norte sufrió un incendio en su mezzanina, a la vez que otras estaciones de la línea 2 presentaron daños en sus instalaciones. Diversas estaciones de la Línea 2 fueron reabiertas en distintas fechas: el 25 de octubre la línea reinició su servicio con detenciones sólo en La Cisterna, Lo Ovalle, El Llano, Rondizzoni, Parque O'Higgins, Santa Ana, Cal y Canto, Cerro Blanco, Einstein y Zapadores; 3 días después fueron reabiertas El Parrón, Lo Vial, Franklin, Toesca y Cementerios; el 11 de noviembre fueron reabiertas Vespucio Norte, Patronato, San Miguel y Ciudad del Niño.
El servicio de rutas expresas también fue suspendido luego de los incidentes de octubre. Aun cuando la Línea 2 fue reabierta una semana después, el sistema de rutas expresas fue restablecido recién el lunes 6 de enero de 2020. Sin embargo, las rutas expresas fueron suspendidas nuevamente el martes 24 de marzo como una de las medidas tomadas por Metro para adaptarse a la situación de la Pandemia de COVID-19.

### Extensión hacia San Bernardo

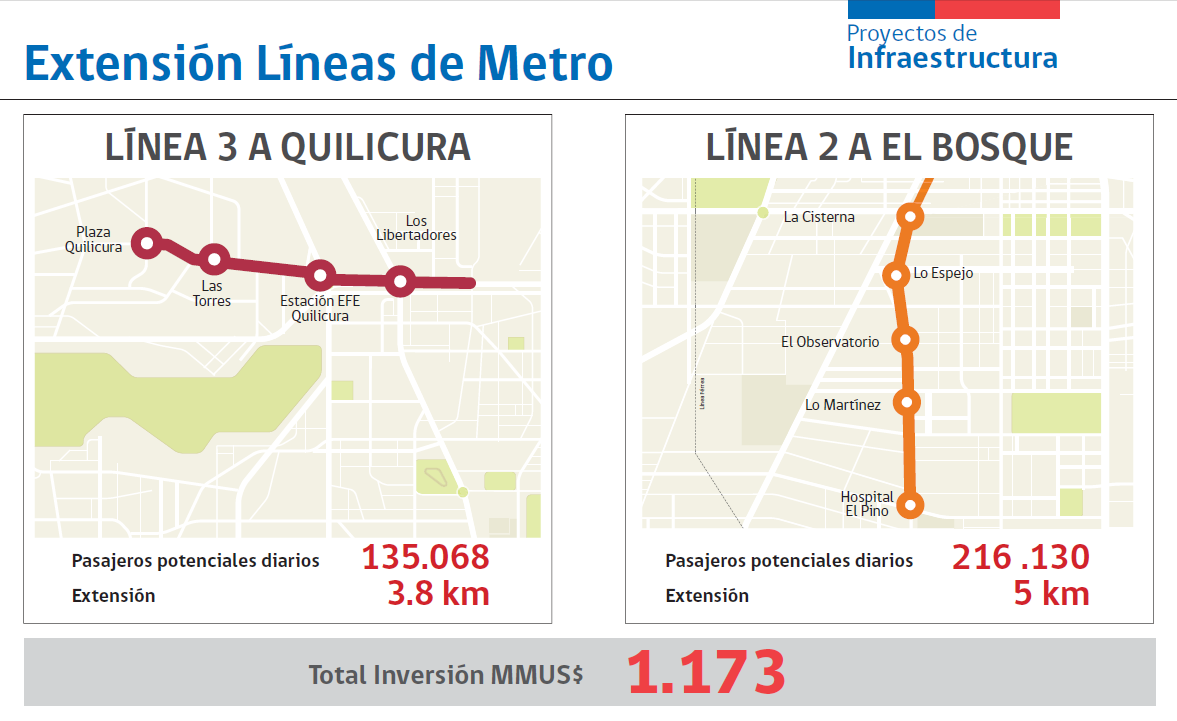
Plan de extensión de las líneas 2 y 3.

A partir de 2009, la Ilustre Municipalidad de San Bernardo y Metro S.A. comenzaron a gestionar una eventual extensión de la Línea 2 hacia el sur, entre La Cisterna, hasta la Plaza de San Bernardo, la cual incluiría cuatro nuevas estaciones y beneficiaría enormemente a los habitantes de las comunas de El Bosque y San Bernardo. Finalmente, tras años de espera, el 8 de mayo de 2014, bajo el segundo gobierno de Michelle Bachelet, se anunció estudiar la extensión de la Línea 2 a San Bernardo por la Avenida Padre Alberto Hurtado anteriormente conocida como Avenida los Morros, hasta el Hospital El Pino en el límite entre la comuna de El Bosque y San Bernardo.

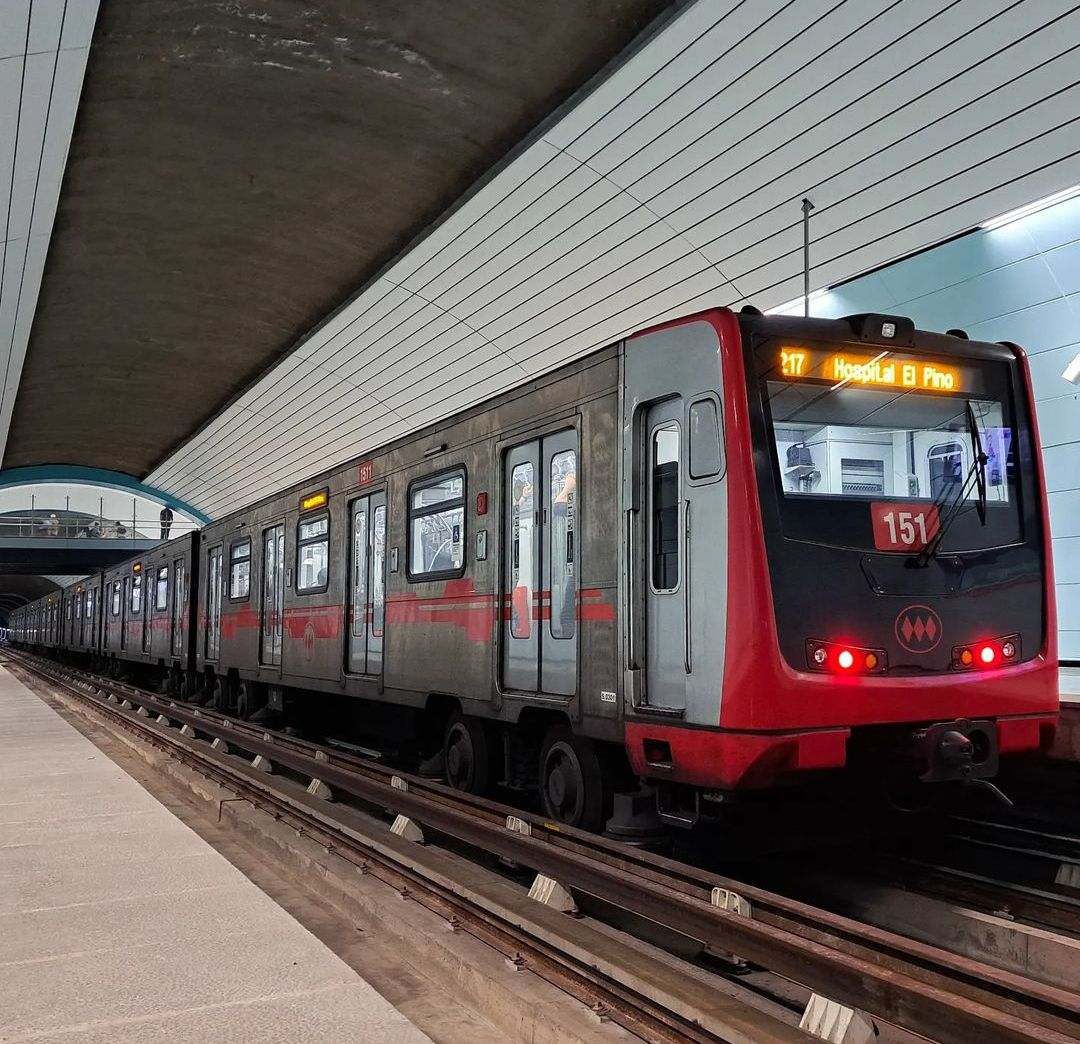
Un tren en una estación de la extensión de la Línea 2.

El 30 de julio de 2019 se inició oficialmente la construcción de dicha extensión mediante un acto en la estación Observatorio. A pesar de que inicialmente se estimaba que la extensión sería inaugurada en 2022, los efectos del estallido social de octubre de 2019 retrasaron los planes a largo plazo de Metro, esperándose que las obras finalicen el segundo semestre de 2023. El 24 de octubre de 2023 comenzó la marcha blanca de la extensión, mientras que el 27 se noviembre se inauguraron las estaciones. En la inauguración de la estación Hospital El Pino, el alcalde Christopher White solicitó públicamente la extensión de 2,5 kilómetros adicionales hasta Padre Hurtado con El Mariscal sumando dos nuevas estaciones. Al ser consultado el presidente del Metro, Guillermo Muñoz, contestó que era parte de la cartera de proyectos de extensión del Metro que estaban bajo evaluación.

## Estaciones
Las estaciones, en el sentido de norte a sur, son las siguientes:
| Estación           | Inauguración             | [ 17 ]                     | Ubicación                                                            | Comuna       | Comb.                    | Estación                                | Tipo de estación | Rutas          |
| ------------------ | ------------------------ | -------------------------- | -------------------------------------------------------------------- | ------------ | ------------------------ | --------------------------------------- | ---------------- | -------------- |
| Vespucio Norte     | 21 de diciembre de 2006  | Acceso para discapacitados | Av. Américo Vespucio con Av. Principal Capitán Ignacio Carrera Pinto | Recoleta     |                          | Terminal                                | Subterránea      | Estación Común |
| Zapadores          | 21 de diciembre de 2006  | Acceso para discapacitados | Av. Recoleta con Av. Zapadores                                       | Recoleta     |                          | De paso                                 | Subterránea      | Estación Común |
| Dorsal             | 21 de diciembre de 2006  | Acceso para discapacitados | Av. Recoleta con Av. Dorsal                                          | Recoleta     |                          | De paso                                 | Subterránea      |                |
| Einstein           | 25 de noviembre de 2005  | Acceso para discapacitados | Av. Recoleta con Av. Einstein                                        | Recoleta     |                          | De paso                                 | Subterránea      |                |
| Cementerios        | 25 de noviembre de 2005  | Acceso para discapacitados | Av. Recoleta con Av. Arzobispo Valdivieso                            | Recoleta     |                          | De paso                                 | Subterránea      |                |
| Cerro Blanco       | 8 de septiembre de 2004  | Acceso para discapacitados | Av. Recoleta con Santos Dumont                                       | Recoleta     |                          | De paso                                 | Subterránea      |                |
| Patronato          | 8 de septiembre de 2004  | Acceso para discapacitados | Av. Recoleta con Santa Filomena                                      | Recoleta     |                          | De paso                                 | Subterránea      |                |
| Puente Cal y Canto | 15 de septiembre de 1987 | Acceso para discapacitados | Puente Alberto Hurtado con Av. Presidente Balmaceda                  | Santiago     | Combinación con Línea 3  | De combinación Desde 2028 y 2032: Comb. | Subterránea      | Estación Común |
| Santa Ana          | 25 de julio de 1986      | Acceso para discapacitados | Autopista Central con Catedral                                       | Santiago     | Combinación con Línea 5  | De combinación                          | Superficial      | Estación Común |
| Los Héroes         | 31 de marzo de 1978      | Acceso para discapacitados | Autopista Central con Alameda                                        | Santiago     | Combinación con Línea 1  | De combinación                          | Superficial      | Estación Común |
| Toesca             | 31 de marzo de 1978      | Acceso para discapacitados | Autopista Central con Av. Santa Isabel                               | Santiago     |                          | De paso                                 | Superficial      |                |
| Parque O'Higgins   | 31 de marzo de 1978      | Acceso para discapacitados | Autopista Central con Av. Manuel Antonio Matta                       | Santiago     |                          | De paso                                 | Superficial      |                |
| Rondizzoni         | 31 de marzo de 1978      | Acceso para discapacitados | Autopista Central con General Rondizzoni y Ñuble                     | Santiago     |                          | De paso                                 | Superficial      |                |
| Franklin           | 31 de marzo de 1978      | Acceso para discapacitados | Placer con Nataniel Cox                                              | Santiago     | Combinación con Línea 6  | De combinación                          | Subterránea      | Estación Común |
| El Llano           | 21 de diciembre de 1978  | Acceso para discapacitados | Gran Avenida con José Joaquín Vallejo                                | San Miguel   |                          | De paso                                 | Subterránea      |                |
| San Miguel         | 21 de diciembre de 1978  | Acceso para discapacitados | Gran Avenida con Curiñanca                                           | San Miguel   |                          | De paso                                 | Subterránea      |                |
| Lo Vial            | 21 de diciembre de 1978  | Acceso para discapacitados | Gran Avenida con Av. Blanco Viel                                     | San Miguel   |                          | De paso                                 | Subterránea      |                |
| Departamental      | 21 de diciembre de 1978  | Acceso para discapacitados | Gran Avenida con Calle 1                                             | San Miguel   |                          | De paso                                 | Subterránea      |                |
| Ciudad del Niño    | 21 de diciembre de 1978  | Acceso para discapacitados | Gran Avenida con Sexta Avenida                                       | San Miguel   |                          | De paso                                 | Subterránea      |                |
| Lo Ovalle          | 21 de diciembre de 1978  | Acceso para discapacitados | Gran Avenida con Carvajal                                            | La Cisterna  |                          | De paso                                 | Subterránea      | Estación Común |
| El Parrón          | 22 de diciembre de 2004  | Acceso para discapacitados | Gran Avenida con Av. El Parrón                                       | La Cisterna  |                          | De paso                                 | Subterránea      |                |
| La Cisterna        | 22 de diciembre de 2004  | Acceso para discapacitados | Gran Avenida con Av. Américo Vespucio                                | La Cisterna  | Combinación con Línea 4A | De combinación                          | Subterránea      | Estación Común |
| El Bosque          | 27 de noviembre de 2023  | Acceso para discapacitados | Av. Padre Hurtado con Riquelme                                       | El Bosque    |                          | De paso                                 | Subterránea      |                |
| Observatorio       | 27 de noviembre de 2023  | Acceso para discapacitados | Av. Padre Hurtado con Av. Observatorio                               | El Bosque    |                          | De paso                                 | Subterránea      |                |
| Copa Lo Martínez   | 27 de noviembre de 2023  | Acceso para discapacitados | Av. Padre Hurtado con Av. Lo Martínez                                | El Bosque    |                          | De paso                                 | Subterránea      |                |
| Hospital El Pino   | 27 de noviembre de 2023  | Acceso para discapacitados | Av. Padre Hurtado con Av. Lo Blanco                                  | San Bernardo |                          | Terminal                                | Subterránea      | Estación Común |

## Operación expresa
Consiste en la detención alternada de los trenes en las estaciones. Se identifican por los colores rojo y verde, poseyendo estaciones de detención común. Opera de lunes a viernes, excepto festivos, desde las 6:00 a 9:00 y de 18:00 a 21:00 horas en ambas direcciones de la red.

## Ficha técnica

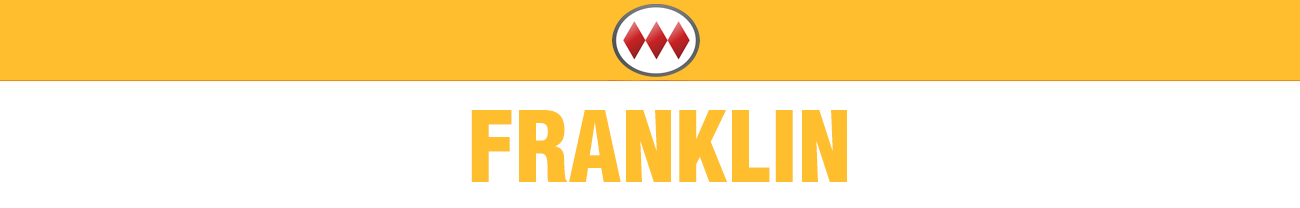
Cenefa utilizada actualmente en los andenes de la Línea 2 entre las estaciones Vespucio Norte y La Cisterna.

- Nombre: Línea 2: Vespucio Norte-Hospital El Pino.
- Trazado:
  - Avenida Americo Vespucio: 1 estación.
  - Avenida Recoleta: 6 estaciones.
  - Paseo Puente: 1 estación.
  - Avenida Manuel Rodríguez: 2 estaciones.
  - Avenida Presidente Jorge Alessandri: 3 estaciones.
  - Gran Avenida José Miguel Carrera: 9 estaciones.
  - Avenida Padre Hurtado: 4 estaciones.

- Método constructivo:
  - Vespucio Norte-Puente Cal y Canto: Túnel.
  - Santa Ana-Rondizzoni: Trinchera.
  - Franklin-Hospital El Pino: Túnel.

- Fechas de entrega:
  - Los Héroes-Franklin: 31 de marzo de 1978
  - El Llano-Lo Ovalle: 21 de diciembre de 1978
  - Santa Ana: 25 de julio de 1986
  - Puente Cal y Canto: 15 de septiembre de 1987
  - Patronato-Cerro Blanco: 8 de septiembre de 2004
  - El Parrón-La Cisterna: 22 de diciembre de 2004
  - Cementerios-Einstein: 25 de noviembre de 2005
  - Dorsal-Vespucio Norte: 21 de diciembre de 2006
  - El Bosque-Hospital El Pino: 27 de noviembre de 2023[11][20]

## Material rodante
El material rodante utilizado por Metro de Santiago en esta línea consiste en trenes de rodadura neumática. Estos pertenecen a los modelos NS-2004 y NS-2016 compuestos por 7 y 8 coches. El 13 de septiembre de 2018 comenzó a circular el primer tren NS-2016 en la Línea 2.
Poseen sistema de pilotaje automático SACEM. Dicho sistema se encuentra instalado en un coche motriz, denominado NP.